# Korup Idrætsforening
Korup Idrætsforening forkortes KIF, er en idrætsforening i Korup, Odense NV. Klubben holder mest til i Korup, men afdelingen for fodbold holder til i Slukefter. KIF har flere forskellige sportsgrene tilknyttet bl.a. fodbold, bordtennis, håndbold og løbeklubben Korup-motion. I 2010/11 sæsonen spiller KIF's førstehold i fodbold i Fyns serie 1.

## Ekstern kilde/henvisning
- Korup Idrætsforenings hjemmeside (vedrørende fodbold)
- S1 2007, pulje 2 Arkiveret 31. august 2007 hos  Wayback Machine